# بانی دانبار
بانی جین دانبار (به انگلیسی: Bonnie Jeanne Dunbar)
(زادهٔ ۳ مارس ۱۹۴۹ در سانی ساید در ایالت واشینگتن، آمریکا) فضانورد بازنشسته آمریکایی است. وی در حال حاضر مدیر موزه پرواز شهر سیاتل، واشینگتن در ایالت واشینگتن است.
خانم دانبار تا کنون در پنج مأموریت فضایی شرکت کرده‌است، که از جمله آن‌ها می‌توان به پرواز شاتل فضایی به ایستگاه فضایی میر اشاره کرد.

## مدارج علمی
بانی دانبار دارای دکترای فیزیولوژی از دانشگاه هیوستون است، و همچنین از دانشگاه‌های داندی و اوپن در بریتانیا مدرک دکترای افتخاری دریافت کرده‌است. او عضو انجمن سلطنتی ادینبورگ نیز هست.

## تبار اسکاتلندی
بانی دانبار دارای تباری اسکاتلندی است و در حین فعالیت فضایی خود در ناسا، در زمینه تشکیل دبیرستان تخصصی فضایی در اسکاتلند نقش مؤثری ایفا کرده‌است.